# Cyclophora pendulinaria
Cyclophora pendulinaria är en fjärilsart som beskrevs av Achille Guenée 1858. Cyclophora pendulinaria ingår i släktet Cyclophora och familjen mätare. Inga underarter finns listade i Catalogue of Life.